# Ханде, Хариш
Хариш Ханде (англ. Harish Hande; род. 1 марта 1967 года, Удипи, Майсур, Индия) — индийский социальный предприниматель, сооснователь SELCO India, бангалорской фирмы, занимающейся электрификацией бедных районов Индии с помощью солнечной энергии.

## Биография
Хариш Ханде вырос в городе Руркела (инд.), закончил местную английскую среднюю школу (Ispat English Medium School), позже учился энергетике в Техническом институте в Харагпуре. Докторскую степень получил в Массачусетском университете (англ.) в Лоуэлле.
Во время путешествия в Доминиканскую республику Ханде увидел, что малообеспеченное местное население использует солнечные панели, чтобы обеспечить себя электричеством. После завершения обучения вернулся в Индию с целью осуществить подобное там, и вместе с предпринимателем Невиллом Уилльямсом основал компанию SELCO, целью которой было улучшение условий жизни беднейших слоёв населения путём использования устойчивых источников энергии. К 2011 году SELCO с помощью солнечной энергии снабжала электроэнергией 120 тысяч домов.
SELCO два раза выигрывала Ashden Award, в 2007 году награду компании вручал бывший вице-президент США Эл Гор. Ханди включался в список лучших социальных предпринимателей 2007 года по версии Фонда Шваба, в 2011 году он получил Премию Рамона Магсайсая (инд.), «азиатскую Нобелевскую премию». Индийская пресса включала Ханде в число «молодых индийских лидеров XXI века» и «50 людей, меняющих Индию».